# Traverina
Traverina is een geslacht van haften (Ephemeroptera) uit de familie Leptophlebiidae.

## Soorten
Het geslacht Traverina omvat de volgende soorten:
- Traverina cubensis
- Traverina oriente